# Georg Friedrich Veenfliet
Georg Friedrich Veenfliet (später George Frederick Veenfliet; * 2. April 1813 in Wesel, Département de la Roer; † 29. März 1896 in Blumfield, Michigan) war ein deutsch-US-amerikanischer Revolutionär und Politiker, der nach seiner Teilnahme an der Deutschen Revolution von 1848/49 in die Vereinigten Staaten auswanderte. Für die Jahre 1879 und 1880 gehörte er dem Repräsentantenhaus von Michigan an.

## Leben in Deutschland
Veenfliet wuchs als einziges überlebendes von fünf Kindern des Ehepaars Johann Friedrich Veenfliet und Helena Margaretha Wens in Wesel am Niederrhein auf. Seine Familie lebte von der Herstellung und vom Verkauf von Strümpfen. Er lebte in seiner Jugend zuerst an der Korbmacher- und anschließend an der Brückstraße. Nach dem Besuch der evangelischen Volksschule und des Weseler Gymnasiums. 1830 bewarb er sich an der Bergschule in Essen und wurde im Bergbau ausgebildet, musste dies jedoch 1832 aus gesundheitlichen Gründen abbrechen. Im September 1833 erwarb er an einem Dortmunder Gymnasium sein Abitur und begann nach seinem Militärdienst im Herbst 1835 ein Studium der Mathematik und der Naturwissenschaften an der Universität Bonn. Aus disziplinarischen Gründen wurde er der Universität verwiesen und am 2. September 1839 exmatrikuliert. Nach kurzen Tätigkeiten als Lehrer an Schulen in Aachen und Rheydt arbeitete er ab 1841 im Geschäft seiner Familie in Wesel. Am 29. Juli 1841 heiratete er Caroline Kremer (1814–1901), mit der er acht Kinder bekam.
Über den Beginn von Veenfliets politischem Engagement ist nur wenig bekannt, weil viele Quellen wie Briefe mutmaßlich aus Angst vor Verfolgung vernichtet wurden. 1845 unterschrieb er eine Petition an den Rheinischen Provinziallandtag, die sich für die jüdische Emanzipation einsetzte. 1847 und 1848 gehörte er dem Weseler Stadtrat an. Im März 1848 verbreitete er einen Aufruf, den preußischen König zu stürzen und eine Niederrheinische Republik auszurufen. Zu seinen Freunden zählten die Revolutionäre Friedrich Anneke, Friedrich Karl Ludwig von Beust und August Willich und die Frauenrechtlerin und Revolutionärin Mathilde Franziska Anneke. Aus diesem Netzwerk heraus unterstütze Veenfliet die Revolution, wobei über seine weiteren Aktionen nichts genaues bekannt ist. Ab dem 26. Januar 1849 war er zur Fahndung ausgeschrieben und des Hochverrats beschuldigt. Wesentlicher Grund dafür war sein Einsatz für die Absetzung des Königs.

## Auswanderung und Werdegang in Michigan
Noch 1848 floh Veenfliet ins belgische Lüttich, im April 1849 verließ auch seine Familie Wesel. Nach einer Zwischenstation in Blerick bei Venlo in den Niederlanden emigrierte die Familie über Rotterdam noch im selben Jahr in die Vereinigten Staaten und traf im Dezember 1849 in Detroit im Bundesstaat Michigan ein. Nach der Ankunft im Dezember 1849 erkundete er gemeinsam mit dem ebenfalls als Flüchtling gekommenen Carl Post die Umgebung und zählte im Frühjahr 1850 zusammen mit seiner Familie zu den Gründern der Siedlung Blumfield im Saginaw County. Die Ortschaft erhielt den Namen des 1848 hingerichteten Revolutionärs Robert Blum und zog überwiegend deutschstämmige Siedler an. Seine Vornamen änderte Veenfliet zu dieser Zeit in George Fredrick bzw. in die Kurzform George F. Im Februar 1853 erhielt Blumfield den Status einer Gemeinde und Veenfliet nahm eine Laufbahn in verschiedenen staatlichen Wahlämtern auf, darunter als Schulinspektor, Verwaltungsbeamter, Friedensrichter und Postmeister. Außerdem war er Mitglied der Freimaurer. 1859 und 1860 war er Einwanderungsbeauftragter des Staates Michigan. Als Mitglied der Republikanischen Partei war er 1860 Delegierter auf dem Parteitag, der Abraham Lincoln zum Präsidentschaftskandidaten nominierte. Für den Wahlbezirk Saginaw 3 wurde er am 5. November 1878 in das Repräsentantenhaus von Michigan gewählt und gehörte diesem vom 1. Januar 1879 bis zum 31. Dezember 1880 an. Im Parlament war er Mitglied der Komitees für Bodengutachten, Einwanderung sowie lokale Besteuerung. Veenfliet setzte sich 1885 auf dem Hof seiner Familie in Blumfield zur Ruhe. Dort starb er 1896 kurz vor seinem 83. Geburtstag.